# Багиров, Парвиз Физули оглы
Парвиз Физули оглы Багиров (азерб. Pərviz Fizuli oğlu Bağırov) — азербайджанский боксёр, чемпион Европы среди молодёжи 2011 года в Дублине и победитель Европейских игр 2015 года в Баку, бронзовый призёр чемпионата мира 2015 года в Дохе и чемпионата мира среди молодёжи 2012 года в Ереване. Представлял Азербайджан на летних Олимпийских играх 2016 года в Рио-де-Жанейро.

## Биография
Парвиз Багиров родился 10 февраля 1994 года. Свою спортивную карьеру начал в 2007 году. В 2011 году стал победителем чемпионата Европы среди молодежи в Дублине. Это был первый успех молодого боксёра.
В декабре 2012 года на чемпионате мира по боксу среди молодёжи в столице Армении Ереване Парвиз Багиров в весовой категории до 64 кг завоевал бронзу. Одолев в 1/8 финала представителя Германии Марселя Орсингерлера и в четвертьфинале Эймантаса Станиониса из Литвы, Багиров проиграл в полуфинале боксёру из Гватемалы Лестеру Норманди Мартинесу Туту.
27 июня 2015 года на первых Европейских играх, проходивших в Баку Парвиз Багиров в весовой категории до 69 кг завоевал золотую медаль, одолев в финале россияниа Александра Беспутина.  За финальным поединком в Baku Crystal Hall наблюдали Президент Азербайджанской Республики Ильхам Алиев, его супруга Мехрибан Алиева и члены их семьи. На пути к финалу Багиров со счётом 3:0 победил Василия Белоуса из Молдавии, Абаса Барона из Германии и Джоша Келли из Великобритании. 29 июня Президент Азербайджана Ильхам Алиев подписал распоряжения о награждении победителей первых Европейских игр и лиц, внесших большой вклад в развитие спорта в Азербайджане. Парвиз Багиров за большие достижения на первых Европейских играх и заслуги в развитии спорта в Азербайджане был удостоен ордена «Слава».
В октябре 2015 года на чемпионате мира по в столице Катара Дохе Парвиз Багиров в весовой категории до 69 кг дошёл до полуфинала, где по счёту проиграл Данияру Елесуинову из Казахстана. В связи с тем, что один из финалистов, Мохаммед Рабии из Марокко уже завоевал путевку на Олимпиаду через WSB, Багиров, как обладатель бронзовой медали, заполучил лицензию на летние Олимпийские игры 2016 года в Рио-де-Жанейро.
В настоящее время является членом клуба «Нефтчи» и тренируется под началом бронзового призёра Олимпийских игр 2000 года в Сиднее Вугара Алекперова.